# Mont Pelat
Mont Pelat es un monte al noreste de la Provenza. Se encuentra en el parque nacional de Mercantour y alberga el lago de Allos. Para muchos montañistas es uno de los montes más atractivos para escalar de la zona.